# 탑셀러
《탑셀러》는 2021년 11월 9일부터 2021년 12월 3일까지 유튜브 tvn D 채널에서 방송된 패션 셀러 서바이벌 프로그램이다. 8팀의 셀러가 대결하며, 우승 팀에게는 상금 1억 원이 주어진다.

## 참가
- 커먼유니크 (3위)
- 레터프롬문 (우승)
- 문수권세컨 (5위)
- 비에이블투 (준우승)
- 제로스트릿 (7위)
- 클로젯미 (8위)
- 유이너프 (4위)
- 카일라 (6위)